# 阿穆魯區
阿穆魯區是非洲中部國家烏干達的111個區之一，由北部區負責管轄，首府是阿穆魯，距離古盧約60公里，主要的經濟產業是自給農業，2010年人口估計為234,100。

## 外部連結
- Amuru District Information Portal
- Amuru District Map

02°49′N 31°57′E / 2.817°N 31.950°E